# Badia Balenes

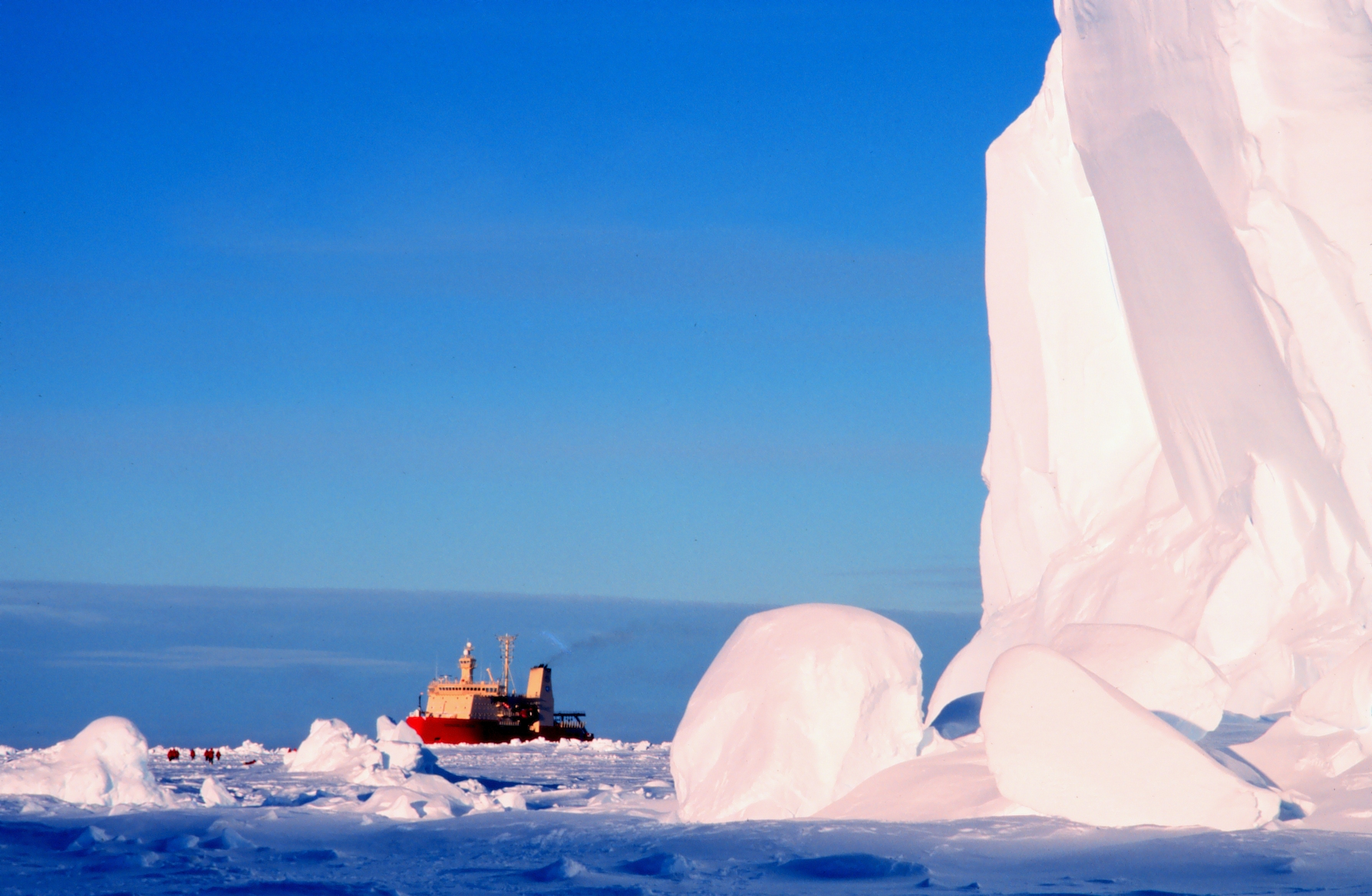
Vaixell trencaglaç oceanogràfic que utilitzant el port de gel de la badia Balenes

La badia Balenes és un port de gel al front de la barrera de gel de Ross just al nord de l'illa Roosevelt.
És un port de gel natural que serví de base per a l'expedició Amundsen al pol Sud el 1911, l'expedició de Byrd de 1928-1930 i 1933-1935, i per a la base occidental del servei Antàrtic dels EUA, 1939-1941.
La configuració del port canvia contínuament. Un estudi per a l'expedició de Byrd en 1934 va determinar que el fenomen es dona per l'encreuament de dos sistemes de gel diferents, els moviments dels quals estan influïts per la presència de l'Illa Roosevelt.
La badia va ser anomenada així per Ernest Shackleton a l'expedició Nimrod, el 24 de gener de 1908, a causa del gran nombre de balenes albirades.
La badia de les balenes va ser totalment eliminada l'any 1987 quan l'Iceberg B-9 de 154 quilòmetres de llargada es va trencar de la plataforma de gel de Ross.